# Parafia Najświętszego Serca Pana Jezusa w Podświlu
Parafia Najświętszego Serca Pana Jezusa w Podświlu (biał. Парафія Найсвяцейшага Сэрца Езуса у Падсьвільлі) – parafia rzymskokatolicka w Podświlu. Należy do dekanatu głębockiego diecezji witebskiej. Została utworzona w 1937 roku.

## Historia
W 1924 r. rozpoczęto budowę koszar i miasteczka wojskowego dla jednostki KOP-u. Przez pewien czas nabożeństwa w koszarach odprawiał kapelan wojskowy. Pierwszy drewniany kościół w Podświlu został zbudowany w 1930 roku. Około 1934 r. nabożeństwa odprawiał ks. Michał Bobryk, przyjeżdżający z Bobrowszczyzny. Parafia Najświętszego Serca Pana Jezusa została utworzona w 1937 roku. Duszpasterzem był wówczas ks. Bronisław Słodziński, a od 1940 r. ks. Jan Mokrzecki. W 1946 r. kościół został zamknięty. Na początku utworzono w nim klub, potem spichlerz kołchozowy, a następnie magazyn fabryki lnu. Wierni podlegali pod parafię w Zadrożu. W 1984 r. budynek zburzono, a drewno przekazano na opał.
Do czasu wybudowania nowej świątyni wierni modlili się przy krzyżu ustawionym w 1990 r. przy jednej z ulic Podświla. W tym samym roku zarejestrowano Komitet Kościelny. Później władze wydzieliły w przedszkolu pokój, jednak był on zbyt mały. W 1996 r. ks. Lucjan Pawlik, proboszcz w Zadrożu, kupił dawny sklep i urządził w nim tymczasową kaplicę. 
W 2000 r. rozpoczęto budowę kościoła. W 2004 r. budynek pokryto dachem i rozpoczęto prace wewnętrzne. Świątynię poświęcono 30 lipca 2011 r.

## Obecnie
W Podświlu i okolicach mieszka ok. tysiąca katolików, lecz praktykuje ok. 300 osób. Na miejscowym cmentarzu pochowany jest Michał Falkowski (1839–1930), prawdopodobnie ostatni uczestnik powstania styczniowego. W oddzielnej kwaterze pochowano 61 polskich żołnierzy poległych w wojnie polsko-bolszewickiej w 1920 roku oraz żołnierzy KOP. W latach 2017–2018 kwaterę odnowiono z funduszy MKiDN.
W parafii działa Żywy Różaniec.
Na terenie parafii istnieją cmentarze w miejscowościach: Podświle, Skrabaniec, Strynadki, Świła, Hołubicze, Promieszki, Dawidki, Bobrowszczyzna, Ostrów. Nabożeństwa odbywają się również w domu prywatnym w Ostrowie.

## Proboszczowie parafii
| imię i nazwisko                   | daty urzędowania |
| --------------------------------- | ---------------- |
| Ks. Bronisław Słodziński          | 1938 – 1939      |
| Ks. Jan Mokrzecki                 | 1940 – 1942      |
| Ks. Lucjan Pawlik MIC (z Zadroża) | 1925 – 1927      |
| Ks. Jerzy Borowniow               | 2004 – 2005      |
| Ks. Aleksander Duliniec OFMCap    | 2012 –           |

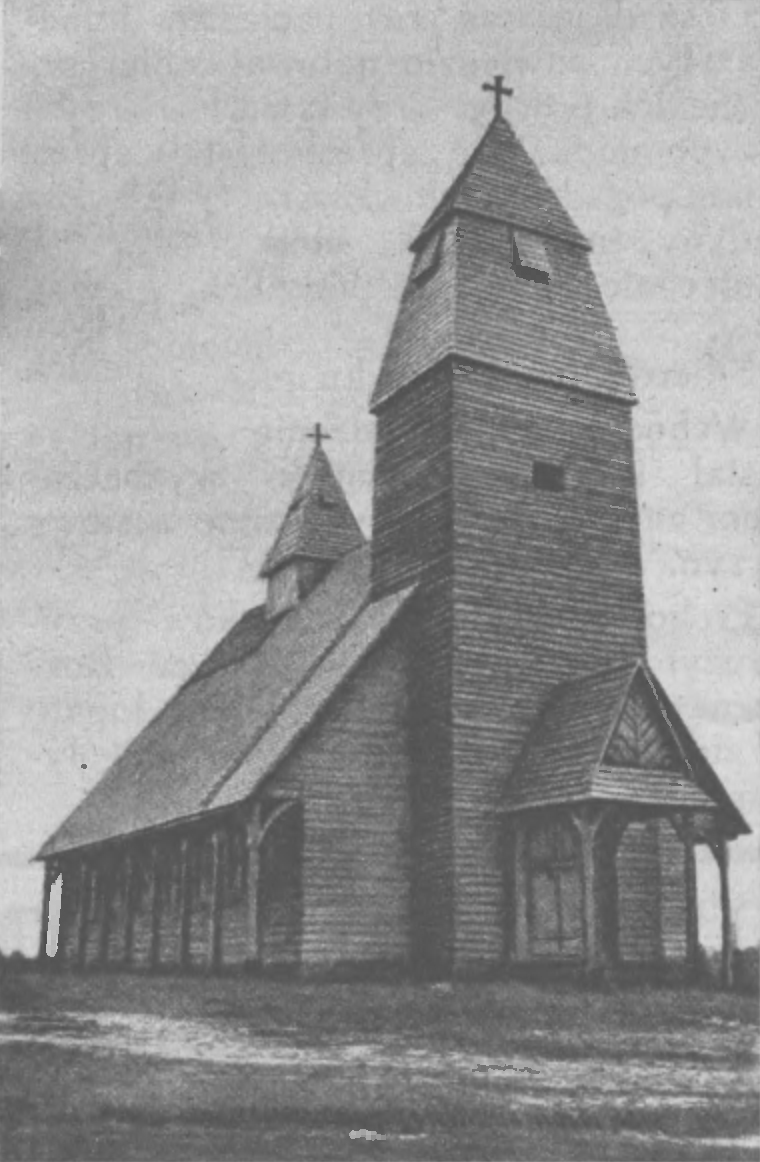
Drewniany kościół w 1932 r.
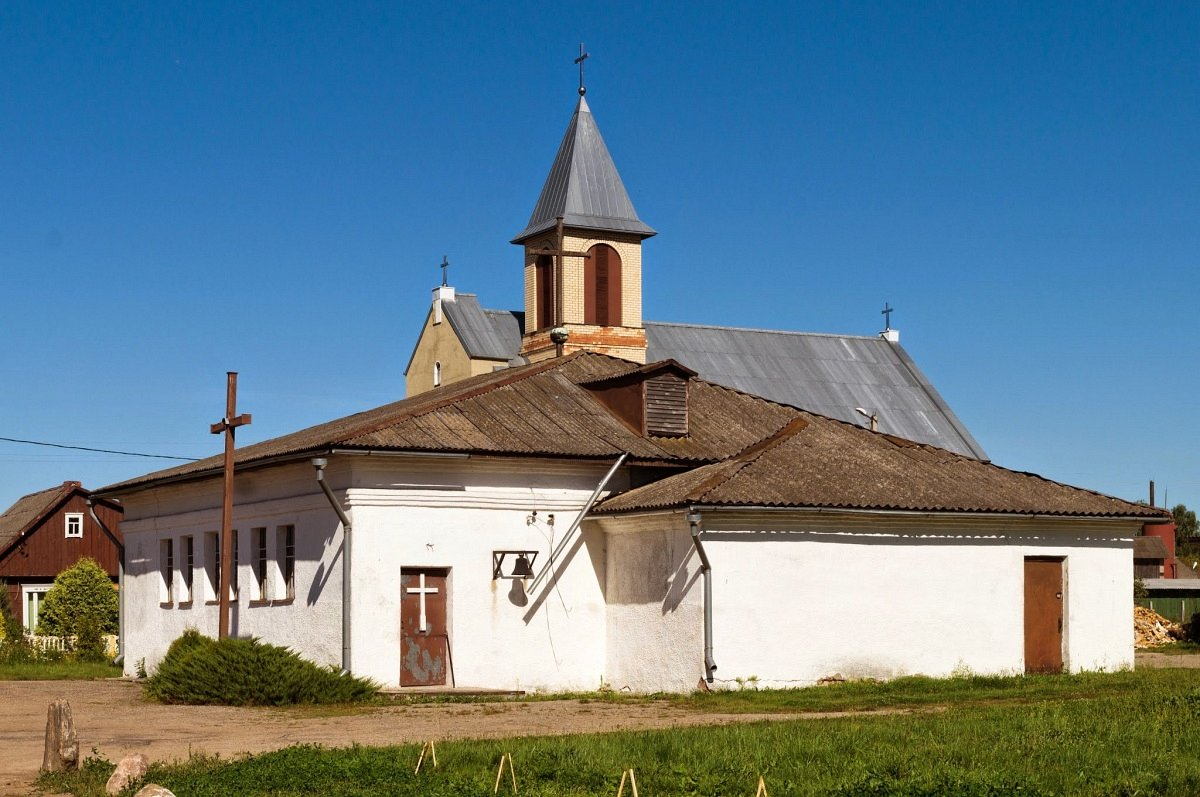
Tymczasowa kaplica w dawnym sklepie